# Harpalyce maisiana
Harpalyce maisiana là một loài rau đậu thuộc họ Fabaceae.
Loài này chỉ có ở Cuba.